# Stamnodes morrisata
Stamnodes morrisata là một loài bướm đêm trong họ Geometridae.